# 浦谷ひづる
浦谷 ひづる（うらたに ひづる、1959年4月11日 - ）は、日本の元女優。静岡県出身。

## 経歴
1988年、テレビ朝日系列『世界忍者戦ジライヤ』の妖忍裏のクモ御前役に抜擢された。
2011年から映像コンテンツ権利処理機構に連絡のとれない権利者として掲載されている。

## 出演
- 電子戦隊デンジマン 第39話「女王怒りの妖魔術」（1980年） - 香山久美子（女優デビュー作）
- おしん（1983年 - 1984年） - 波子
- ザ・サスペンス / 闇の呼ぶ声（1983年）
- 宮本武蔵（1984年 - 1985年） - おかね 役
- メタルヒーローシリーズ
  - 巨獣特捜ジャスピオン 第12話「神秘の大予言にサタンゴースがおびえる」（1985年） - かぐや姫
  - 世界忍者戦ジライヤ （1988年 - 1989年） - 妖忍裏のクモ御前